# Pentatlo moderno nos Jogos Pan-Americanos de 1987
As competições de pentatlo moderno nos Jogos Pan-Americanos de 1987 foram realizadas em Indianápolis, Estados Unidos. Esta foi a quinta edição do esporte nos Jogos Pan-Americanos, que retornou após um hiato de 24 anos sem disputas.

## Resultados

### Masculino
| Resultado  | Ouro                          | Prata                  | Bronze                       |
| Individual | Robert Stull · Estados Unidos | Barry Kennedy · Canadá | Harvey Cain · Estados Unidos |

## Quadro de medalhas
| Posição | Nação              |   |   |   | Total |
| ------- | ------------------ | - | - | - | ----- |
| 1       | USA Estados Unidos | 2 | 1 | 1 | 4     |
|         | CAN Canadá         | 0 | 1 | 0 | 1     |
| Total   | Total              | 1 | 1 | 1 | 3     |